# Vaccinium myrsinites
Vaccinium myrsinites är en ljungväxtart som beskrevs av Jean-Baptiste de Lamarck. Vaccinium myrsinites ingår i Blåbärssläktet, och familjen ljungväxter. Inga underarter finns listade i Catalogue of Life.

## Bildgalleri

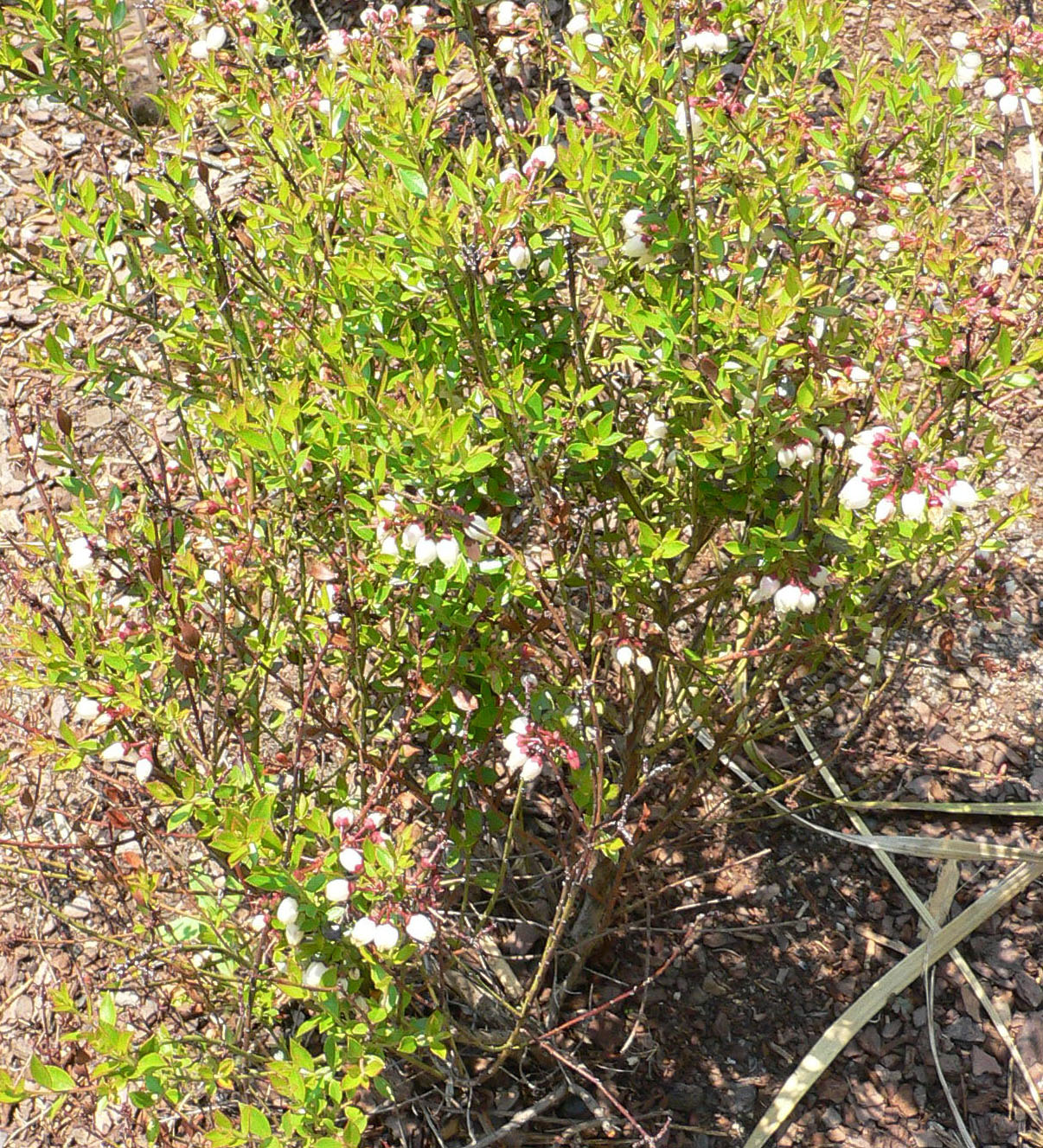
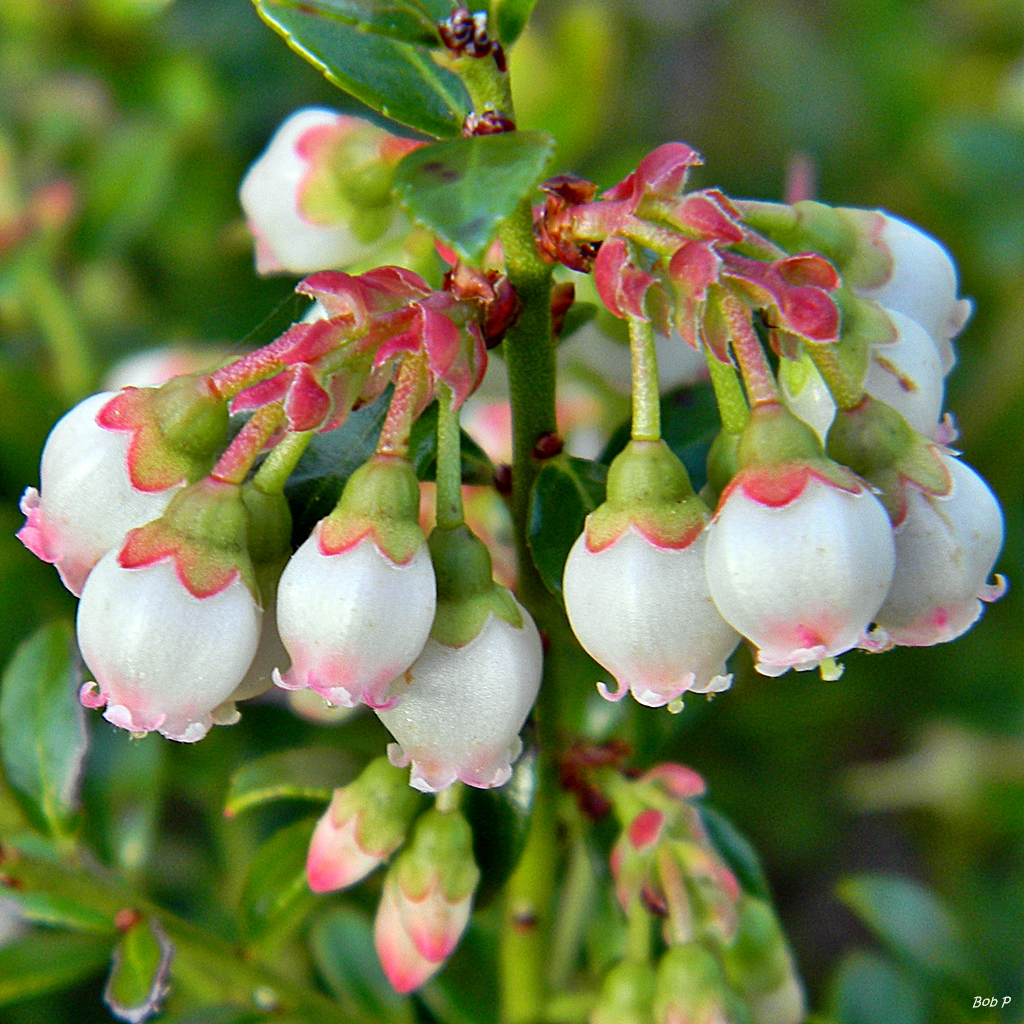
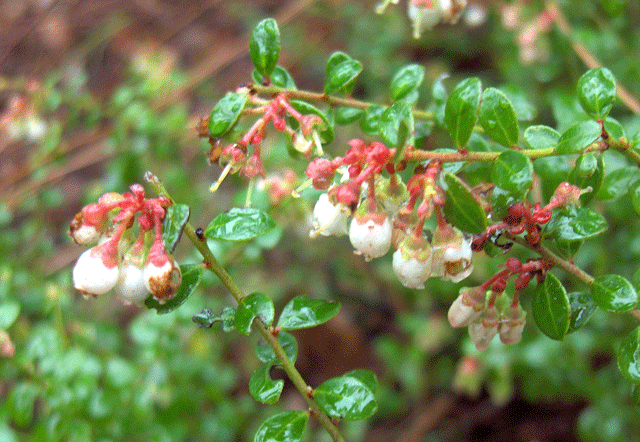
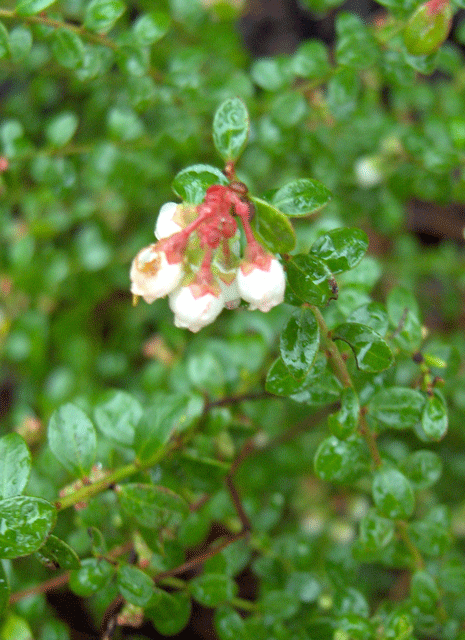
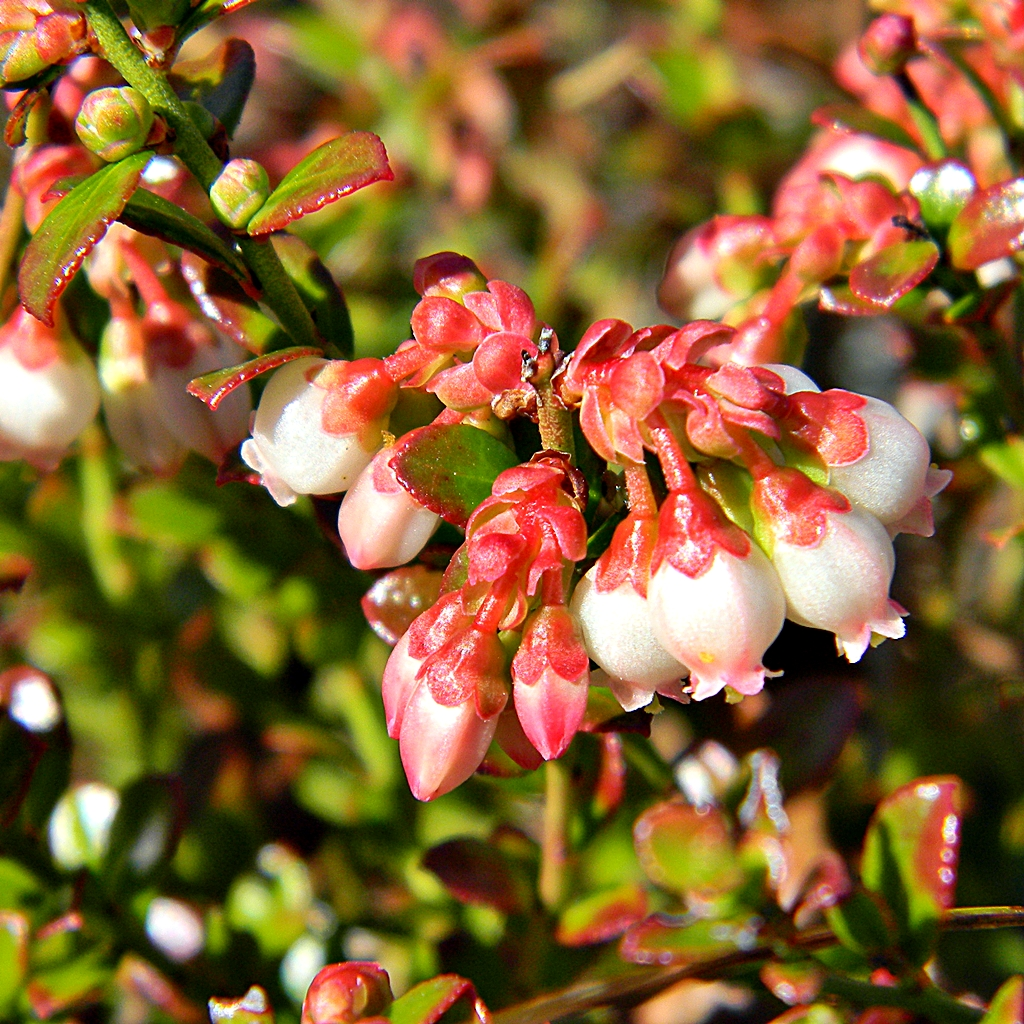
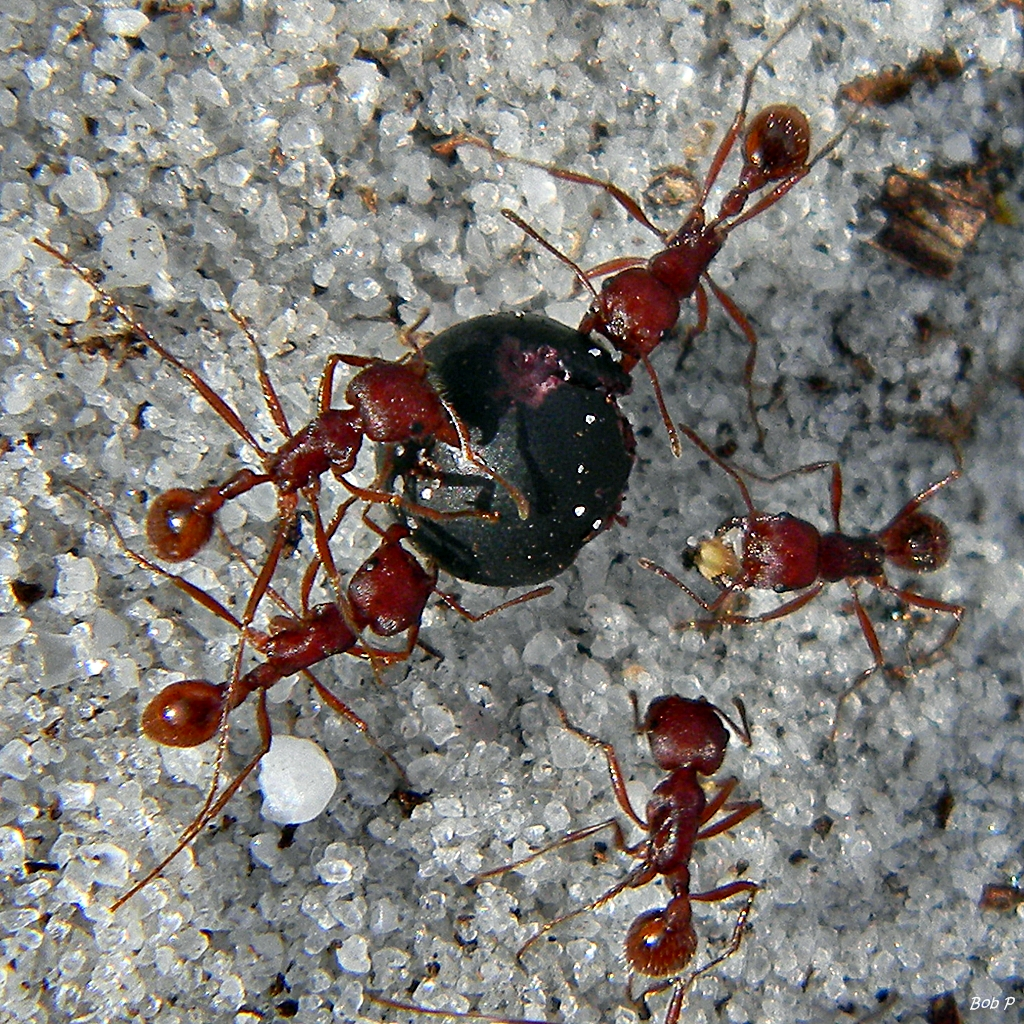